# H-school

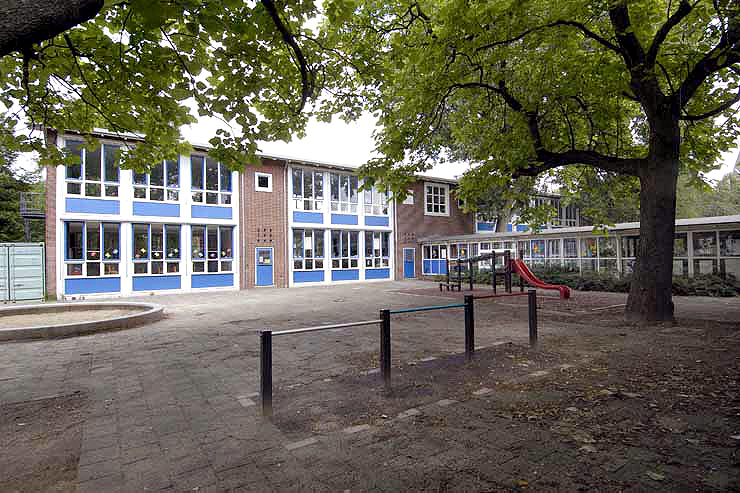
Een Amsterdamse H-school, de Prinses Beatrixschool, later Multatulischool, aan de Sara Burgerhartstraat in Bos en Lommer.

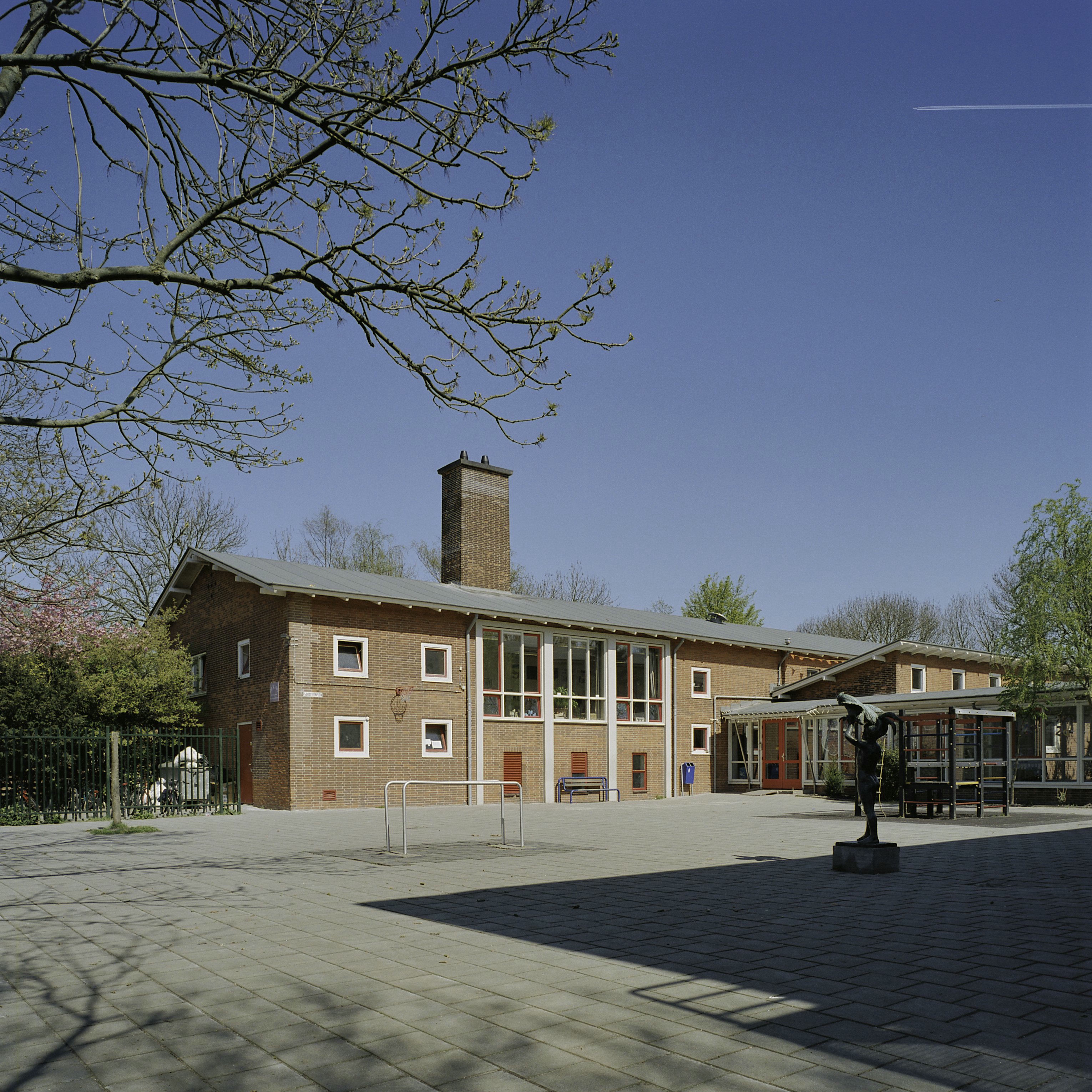
De H-school Burgemeester Röellschool, later 'De Kans', aan de Thomas van Aquinostraat 2-4 in Slotermeer.

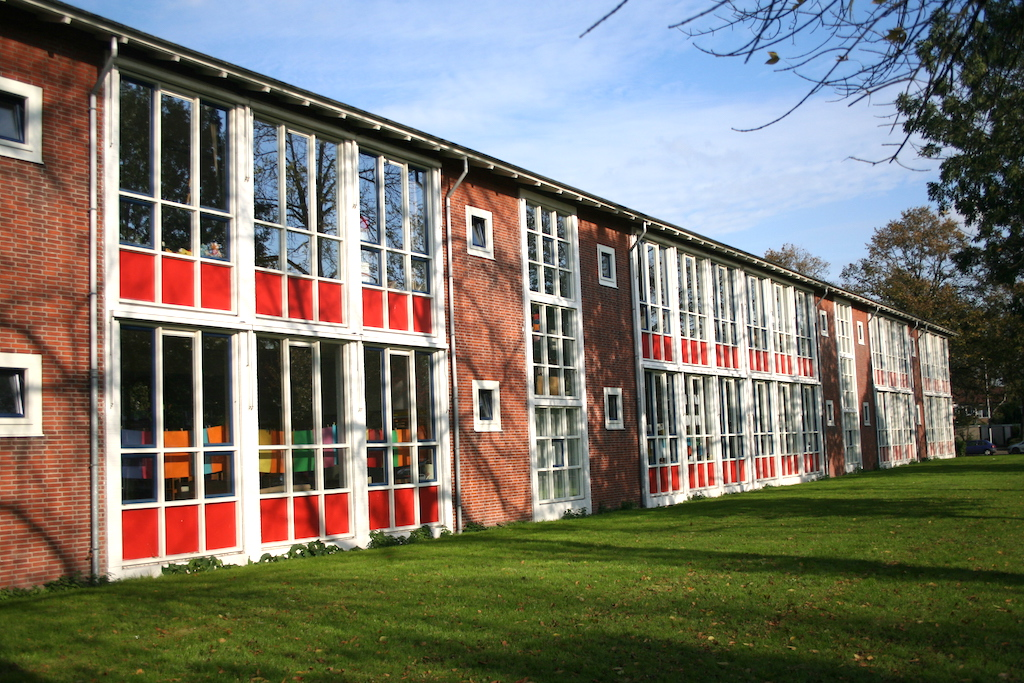
De H-school Burgemeester Fockschool, later Slotermeerschool, aan de Burgemeester Fockstraat in Slotermeer.

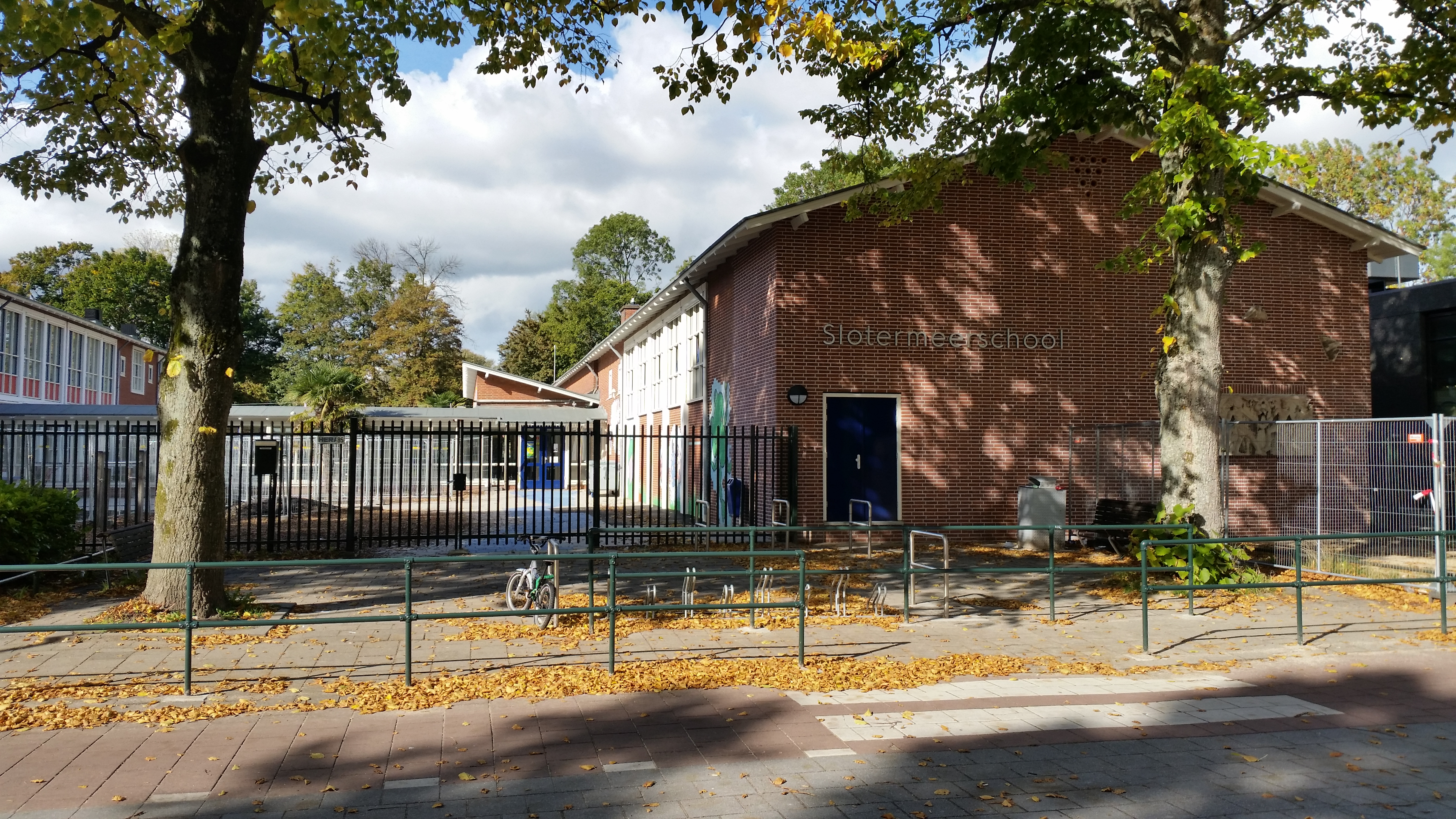
De Slotermeerschool in 2018.

Een H-school is een schoolgebouw uit de jaren vijftig met een H-plattegrond in Amsterdam-West en Amsterdam Nieuw-West in Nederland.
Het gaat hier om gebouwen die in opdracht van de gemeente Amsterdam, door de Dienst der Publieke Werken, in de periode 1954-1960, in de zogenaamde Wederopbouwperiode na de Tweede Wereldoorlog, werden gebouwd voor openbare scholen voor het (gewoon) lager onderwijs (GLO).
Deze scholen bevinden of bevonden zich in het westelijk deel van de stad in de huidige stadsdelen Nieuw-West en West, in de wijken Bos en Lommer, Slotermeer, Geuzenveld en Slotervaart.
De gebouwen verrezen volgens een door PW-architect J. Leupen ontwikkelde en door C. van der Wilk uitgewerkte opzet. Enkele andere scholen in West leken op de H-school maar waren van een afwijkend ontwerp. Het schoolgebouw wordt H-school genoemd omdat de plattegrond lijkt op een H. De hoofddelen van de scholen zijn gebouwd van baksteen en hebben schuine daken.
Alhoewel dit type school ook wel is aangeduid als Amsterdamse H-school moet men dit niet verwarren met de bouwstijl van de Amsterdamse School waar de H-school beslist niet toe behoort.

## Indeling
Het schoolgebouw wordt H-school genoemd omdat de plattegrond van het gebouw gelijkenis heeft met de letter H. De twee hoofddelen van de school zijn gebouwd met rode baksteen en hebben een schuin dak. Het "linker" gedeelte van de school bestaat uit een gebouw van twee verdiepingen met in totaal twaalf klaslokalen waarvan zes op de begane grond en zes op de eerste verdieping. Het "rechter" gedeelte bestaat uit een gebouw van één verdieping en aan het einde anderhalve verdieping. Hierin bevindt zich van voor tot achter het gymnastiek-lokaal, de aula met podium en speciale lokalen voor expressie-vakken als handvaardigheid, muziek en tekenen. De ene helft van de lokalen ligt half verdiept en de andere helft half verhoogd. In het linker gedeelte van het rechter gebouw bevinden zich de kamers van het hoofd van de school, de conciërge, de onderwijzerskamer en de administratie.
De twee hoofddelen van het gebouw worden verbonden door twee (glazen) gangen. Zowel aan de voorzijde als de achterzijde bevindt zich een schoolplein omgeven met een hekwerk. Het hek aan de achterzijde was aanvankelijk niet gesloten en de leerlingen van de hogere klassen mochten ook buiten het hek komen, dit in tegenstelling tot het hek aan de voorzijde.
In de meeste scholen waren de lokalen voor de 1e en 2e klas (aanvankelijk) aan de voorkant gevestigd waarbij de 2e klas boven was. De lokalen voor de 3e en 4e klas waren in het midden waarbij de 3e klas aan de voorzijde was en de 4e klas aan de achterzijde. Aan de achterkant waren de lokalen voor de 5e en 6e klas gevestigd. Bij gebrek aan lokalen kwam het bij sommige scholen voor dat één of meer van de expressie-lokalen werden gebruikt als gewoon klaslokaal. In het midden tussen de twee glazen gangen bevindt zich een binnentuin die kon worden gebruikt als openlucht lokaal. In het verlengde van de glazen gang bevindt zich het trappenhuis.
Opvallend is dat op de verdieping om in het voorste of achterste lokaal te komen door het andere lokaal heen moet worden gelopen tenzij gebruik gemaakt werd van de brandtrap, hetgeen (formeel) verboden is, behalve in noodgevallen.
Het type school was voor die tijd een modern gebouw met veel licht en ruimte. Er zijn van dit type tien scholen gebouwd. Daarvan waren er in 2016 nog zes in gebruik, hoewel de Klaas de Vriesschool na een brand gedeeltelijk is gesloopt en in een andere stijl herbouwd. Bij sommige scholen zijn in de loop der jaren een aantal (nood-)lokalen bijgebouwd. De Burgemeester Van Leeuwenschool aan de Lodewijk van Deysselstraat in Slotermeer, waar op het schoolplein een beeldengroep met dieren als fonteinen stond, is eind jaren tachtig gesloopt. De Pieter Jelles Troelstraschool volgde in 2016 en de Burgemeester de Vlugtschool, Goeman Borgesiusschool en de Klaas de Vriesschool werden in 2017 afgebroken en door nieuwbouw vervangen. Daarna restten er nog vier gebouwen van dit type.
De andere schoolgebouwen zijn in de loop der jaren ingrijpend verbouwd en uitgebreid. De SBO De Kans (voorheen Burgemeester Röellschool) in Slotermeer is in 2011 uitgebreid met een nieuwe vleugel, terwijl het bestaande gebouw zoveel mogelijk in originele staat behouden is gebleven. Ook de Slotermeerschool (voorheen Burgemeester Fockschool) is in 2012 met een extra vleugel uitgebreid, terwijl het originele gebouw niet is gewijzigd. De Louis Bouwmeesterschool is in 2017-2018 verbouwd. De verbindende gangen langs de binnenplaats waren bij een verbouwing in de jaren negentig al verdwenen, de nieuwe toevoeging die er voor in de plaats kwam is gesloopt en vervangen door (hogere) nieuwbouw. Ook het gymnastieklokaal is door een (grotere) nieuwbouw vervangen, maar wel in de oorspronkelijke stijl.
De aula's en gymnastieklokalen van de scholen worden soms in de avonduren, in weekeinden en/of gedurende schoolvakanties verhuurd aan externe groepen, voor sport, bijeenkomsten etc.

## De H-scholen
De volgende tien schoolgebouwen zijn in de periode 1954-1960 als school van het H-type gebouwd:
- Prinses Beatrixschool, thans Multatulischool, Sara Burgerhartstraat 5, Bos en Lommer
- Klaas de Vriesschool, Flierefluiterpad 15, Bos en Lommer; gesloopt in 2017
- Burgemeester Fockschool, thans Slotermeerschool, Burg. Fockstraat 85, Slotermeer
- Burgemeester de Vlugtschool, Jan de Louterstraat 11, Slotermeer; gesloopt in 2017; vervangen door nieuwbouw
- Burgemeester Van Leeuwenschool, Lodewijk van Deysselstraat 106, Slotermeer; gesloopt eind jaren tachtig, vervangen door woningbouw
- Burgemeester Röellschool, thans De Kans, Thomas van Aquinostraat 2, Slotermeer
- Burgemeester Rendorpschool, nu een Kentalis Signis-school, Herman de Manstraat 1, Slotermeer
- Pieter Jelles Troelstraschool, Dr. H. Colijnstraat 2, Geuzenveld (met schuilkelder); gesloopt in 2016 en vervangen door nieuwbouw
- Goeman Borgesiusschool, Aalbersestraat 35, Geuzenveld; gesloopt in 2017 en vervangen door nieuwbouw
- Louis Bouwmeesterschool, Louis Bouwmeesterstraat 14, Slotervaart (met schuilkelder); middendeel gesloopt; verbouwd in 2018

## Beschermde gebouwen
Vier van deze schoolgebouwen zijn beschermd als gemeentelijk monument.
- De Prinses Beatrixschool, thans Multatulischool, is sinds 2009 beschermd en staat op de Top 100 naoorlogs erfgoed Amsterdam.[2][3]
- De Burgemeester Fockschool, thans Slotermeerschool, en de
- Burgemeester Rendorpschool, thans Kentalis Signis-school, staan sinds 2011 op de gemeentelijke monumentenlijst.[4]
- De Burgemeester Röellschool, thans De Kans, staat sinds 2015 op de gemeentelijke monumentenlijst.[5]

Enkele schoolgebouwen zijn opgenomen in de Wederopbouwdatabank van de Rijksdienst voor het Cultureel Erfgoed, waaronder de Prinses Beatrixschool, Burgemeester Fockschool en Burgemeester Rendorpschool. Hoewel deze gegevensbank een voorsortering was voor de status van rijksmonument heeft geen van deze scholen deze erkenning gekregen.